# Tito Ureta
Tito Ureta Aravena (Iquique, Chile, 10 de octubre de 1935 - Santiago, Chile, 9 de junio de 2012), fue uno de los principales impulsores, difusores e iniciadores de la Bioquímica experimental en Chile. Desempeñándose como académico, investigador, participando en varias investigaciones relacionadas con el metabolismo de azúcares.

## Biografía
Realizó sus estudios en el Liceo José Victorino Lastarria. Aunque sus primeros estudios universitarios los realizó en medicina, recibiéndose de Médico-Cirujano de la Universidad de Chile en 1963, muy pronto se enamoraría de la bioquímica, lo cual enfocaría su rumbo hacia el mundo de la investigación y el trabajo experimental. Desde 1960 integró el grupo de investigación del Dr. Hermann Niemeyer Fernández, con quién realizó su Tesis sobre purificación y caracterización de la enzima responsable de la fosforilación de glucosa en el hígado de mamíferos. Perfeccionó su formación a nivel de posdoctorado en la Rockefeller University de Nueva York, trabajando en el laboratorio del Prof. Fritz Lipmann (Premio Nobel de Medicina 1953). Más adelante llegaría a ser presidente de la Sociedad de Biología de Chile (1977 - 1978), la Sociedad de Bioquímica y Biología Molecular de Chile (1983-1984), además de participar de varias otras sociedades tanto en Europa como en Estados Unidos.
Entre 1978 y 1992 ejerció como Editor de Archivos de Biología y Medicina Experimentales (Sociedad de Biología de Chile), actualmente bajo el nombre de Biological Research. Hasta el día de su fallecimiento se desempeñó como profesor titular de las Facultades de Ciencias, Ciencias Físicas y Matemáticas y Ciencias Químicas y Farmacéuticas en la Universidad de Chile, además de ser miembro de Número de la Academia de Ciencias del Instituto de Chile desde 1988.

## Trabajo de Investigación
Entre sus numerosas publicaciones destacan principalmente tres líneas de investigación: la primera, relacionada con la caracterización de hexoquinasas, sistema que descubrió durante el trabajo de Tesis que realizó al lado de su formador: Hermann Niemeyer. La descripción de cuatro isoenzimas de hexoquinasas permitió no solo entender la regulación del metabolismo de la glucosa sino también atisbar en el campo, las bases estructurales de los sistemas isoenzimáticos. De este descubrimiento viene su proposición de que el metabolismo ocurre mediante reacciones unidireccionales con isoenzimas asociadas en complejos multienzimáticos. Este trabajo fue publicado en 1978 en Current Topics in Cellular Regulation y ha sido uno de sus artículos más citados, incluso en uno de los textos más influyentes de la Bioquímica (Stryer). La segunda tiene que ver con regulación metabólica in vivo, utilizando el modelo de oocitos de anfibio, para trabajar en células no perturbadas, y entender el control y regulación de vías metabólicas, determinando entre otras cosas los coeficientes de control de las enzimas implicadas en la formación de glicógeno. La tercera área de investigación la desarrolla respecto a evolución molecular, logrando una descripción evolutiva de los sistemas de utilización de glucosa en vertebrados y la demostración que las hexoquinasas de 100 kDa provienen de la duplicación/fusión de un gen ancestral que codifica para una proteína de peso molecular 50 kDa. Una de las publicaciones de este trabajo, la cual se encuentra publicada en Comparative Biochemistry and Physiology, 1982, volumen 71, páginas 549-555 es uno de sus artículos más citados.

## Premios
- Beca Fogarty U.S. Public Health Service. Universidad Rockefeller, New York.
- 2003, Medalla Valentín Letelier, distinción Profesor de Facultad, Facultad de Ciencias, Universidad de Chile.
- 2010, Medalla Rector Juvenal Hernández Jaque, mención Ciencia y Tecnología, Universidad de Chile, ocasión en la que realizó un notable discurso (enlace roto disponible en Internet Archive; véase el historial, la primera versión y la última)..

## Libros Publicados
- En el Filo de la Navaja de Occam, Reflexiones Reduccionistas sobre Algunos Problemas del Humano. (Editorial Universitaria, 2004).
- Fragmentos de un Manual para perplejos del siglo 21. Intersecciones entre Ciencia y las Eternas Preguntas del Humano. (Facultad de Ciencias, 2007).
- Estrategias moleculares de la Evolución: Origen y Evolución de Proteínas y Enzimas. (Editorial Universitaria, 2010).

## Libros
- 1992, Hermann Niemeyer Fernández y la Ciencia en Chile. Ureta T, Allende J, Izquierdo L & Guixé V, Editores. Sociedad de Bioquímica de Chile. Arch Biol Med Exp 25, pp. 152
- 1992, El Posible Impacto de los Tratados de Libre Comercio en la Ciencia y Tecnología de Chile. Ureta T & Vargas L, Editores. Simposio Nacional en celebración de los XXX años de la Fundación de la Academia de Ciencias. Academia Chilena de Ciencias, Santiago. pp 136.
- 1993, Análisis y Proyecciones de la Ciencia Chilena. Allende JE & Ureta T, Editores.  Academia de Ciencias del Instituto de Chile, Santiago. pp. 330.
- 1993, Analysis and Projections of Chilean Science (Summary). Allende JE & Ureta T, Editores. Academia de Ciencias del Instituto de Chile, Santiago. pp. 85.
- 1993, Directorio 1993-1994. Investigadores en Ciencias en Chile. Investigadores Chilenos Residentes en el Extranjero. Sociedades Científicas de Chile. Allende JE & Ureta T, Editores. Academia de Ciencias del Instituto de Chile, Santiago. pp. 370.
- 2003, Chile-Ciencia 2000. Un Encuentro Histórico. Ureta T, Editor. Ediciones Academia Chilena de Ciencias. Santiago. pp. 200.
- 2005, Análisis y Proyecciones de la Ciencia Chilena 2005. Allende JE, Babul J, Martínez S & Ureta T, Editores. Academia de Ciencias del Instituto de Chile, Santiago. pp. 427